# Jonas Teglund
Jonas Teglund, född 11 juni 1986 i Gällivare församling och uppvuxen i Luleå, är en svensk musiker, låtskrivare och musikproducent. 
Jonas Teglund är bror till författaren och musikern Anders Teglund och tillsammans driver de sedan 2010 bok- och skivbolaget Teg Publishing.
Teglund är gitarrist i gruppen Park hotell som 2008 släppte albumet Free For Friends. Tillsammans med Peter Nouttaniemi har Teglund bandet The Bells som 2010 släppte albumet Threads.
Teglund har vid flera tillfällen samarbetat med Mattias Alkberg, som gitarrist och som producent. Han har också spelat guitarr med Hurula och producerat Iiris Viljanen och Isak Sundström. Sundström och Teglund har tillsammans bandet Weils som 2022 släppte albumet Fugue State.
I februari 2024 släppte Annika Norlin och Teglund den gemensamma singeln "Jag hänger kvar".  I april samma år släpptes deras gemensamma album En tid att riva sönder (Razzia Records) på både CD och vinyl-LP.

## Diskografi
- 2008 – Free for friends med bandet Park hotell
- 2010 – Threads med bandet The Bells
- 2022 – Fugue State med bandet Weils
- 2024 – En tid att riva sönder med Annika Norlin